# Centripetális erő
A centripetális erő (a latin: centrum , "középpont" és a petere "keresni") olyan erő, ami miatt a test egy íves utat követ. Iránya mindig merőleges a test mozgására és az út görbületének, illetve pillanatnyi görbületének rögzített pontja felé. Isaac Newton úgy jellemezte, hogy "egy olyan erő, amellyel a testeket elmozdítják vagy meghúzzák és ezáltal bármilyen módon hajlamosak egy központ felé mutatni." A Newtoni mechanikában a gravitació biztosítja a csillagászati keringésekért felelős centripetális erőt.                              
A centripetális erővel kapcsolatos egyik leggyakoribb példa az az eset, amikor egy test állandó sebességgel mozog egy körkörös úton. A centripetális erő a mozgásra merőlegesen, és a sugár mentén a körút közepe felé is irányul. A centripetális erő matematikai ábrázolását 1659-ben a holland fizikus, Christiaan Huygens jegyezte le.

## Képlet

Ha egy m tömegű test v tangenciális sebességgel mozog egy r sugarú kör út mentén, a rá ható centripetális erő nagysága kifejezhető mint:
{\displaystyle F_{c}=ma_{c}={\frac {mv^{2}}{r}}}
{\displaystyle a_{c}={\frac {v}{t}}{\hat {r}}={\frac {r\omega }{t}}{\hat {r}}=v\omega ={\frac {v^{2}}{r}}}
Ahol az {\displaystyle a_{c}} a centripetális gyorsulás. Az erő iránya annak a körnek a középpontja felé irányul, amelyben az objektum mozog, vagy az oszcilláló kör felé (az a kör, amely a legjobban illeszkedik a tárgy helyi útjához, ha az út nem kör alakú). A képletben a sebesség a négyzeten jelenik meg ami azt jelenti, hogy sebesség kétszeresére az erő négyszeresére van szükség. A görbületi sugarakkal való fordított kapcsolat azt mutatja, hogy a sugárirányú távolság felének kétszeres erőre van szükség. Ezt az erőt néha a tárgy szögsebessége alapján a kör középpontjába irják a képletben lévő tangenciális sebességhez viszonyítva
{\displaystyle v=\omega r}
tehát
{\displaystyle F_{c}=mr\omega ^{2}}
felhasználva a kör periódusát T kapjuk azt hogy
{\displaystyle \omega ={\frac {2\pi }{T}}}
ezek után az egyenlet ugy alakul hogy
{\displaystyle F_{c}=mr\left({\frac {2\pi }{T}}\right)^{2}.}
A részecskegyorsítókban a sebesség nagyon nagy lehet (közel a vákuumban lévő fénysebességhez), tehát ugyanaz a nyugalmi tömeg most nagyobb tehetetlenséget (relativista tömeget) eredményez, tehát nagyobb erőt igényel ugyanazon centripetális gyorsuláshoz, tehát az egyenlet:
{\displaystyle F_{c}={\frac {\gamma mv^{2}}{r}}}
ahol:
{\displaystyle \gamma ={\frac {1}{\sqrt {1-{\frac {v^{2}}{c^{2}}}}}}}
{\displaystyle \gamma }- a Lorentz faktornak nevezik.
{\displaystyle F_{c}=\gamma mv\omega }

## Eredete

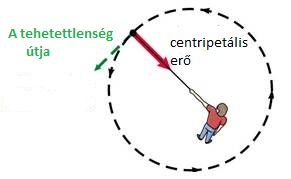
Az egységes kör alakú mozgásban lévő testnek kör-irányú erőre van szüksége a tengely felé az ábrán látható módon, hogy fenntartsa körkörös útját.

Abban az esetben, ha egy tárgy vízszintes síkban egy kötél végén ingadozik, akkor a tárgyra a centripetális erőt a kötél feszítése adja. A kötél a " húzó erőre " egy nagyon jó példa. Newton-nak az volt a megjegyzése hogy egy centripetális erő, megfelel annak,amelyet manapság központi erőnek neveznek. Amikor egy műhold kering a bolygó pályája körül, a gravitációt centripetális erőnek tekintik, annak ellenére, hogy excentrikus pályák esetén a gravitációs erő a fókusz felé irányul, nem pedig a pillanatnyi görbület középpontjába. A centripetális erő egy másik példája merül fel a spirálban, amely arra vezethető vissza, amikor egy töltött részecske egységes mágneses mezőben mozog más külső erő hiányában. Ebben az esetben a mágneses erő a centripetális erő, amely a spirális tengely felé hat.

## Fordítás
- Ez a szócikk részben vagy egészben  a   Centripetal force című angol Wikipédia-szócikk ezen változatának fordításán alapul.  Az eredeti cikk szerkesztőit annak laptörténete sorolja fel. Ez a jelzés csupán a megfogalmazás eredetét és a szerzői jogokat jelzi, nem szolgál a cikkben szereplő információk forrásmegjelöléseként.